# Amfitheater van Carmona
Het Amfitheater van Carmona is een antiek Romeins amfitheater in de Spaanse stad Carmona.
Carmona heette Carmo in de Romeinse tijd en was een belangrijke stad aan de Via Augusta. Het amfitheater werd in de 1e eeuw v.Chr. gebouwd. Het onderste (ima cavea) en middelste deel (media cavea) van de tribunes werden hiervoor in de rots uitgehakt. Het bovenste deel van de tribune (summa cavea) werd daarbovenop gebouwd, mogelijk was dit een houten constructie. De arena meet 55 bij 39 meter.
Nadat het amfitheater buiten gebruik raakte verviel het in de middeleeuwen tot een ruïne en raakte bedolven onder de aarde. In 1885 werd het bij opgravingen weer ontdekt, maar pas in de jaren 1970 geheel blootgelegd. Het is sinds 1978 een beschermd monument. De arena en het onderste en middelste deel van de tribunes zijn bewaard gebleven.